# Caen

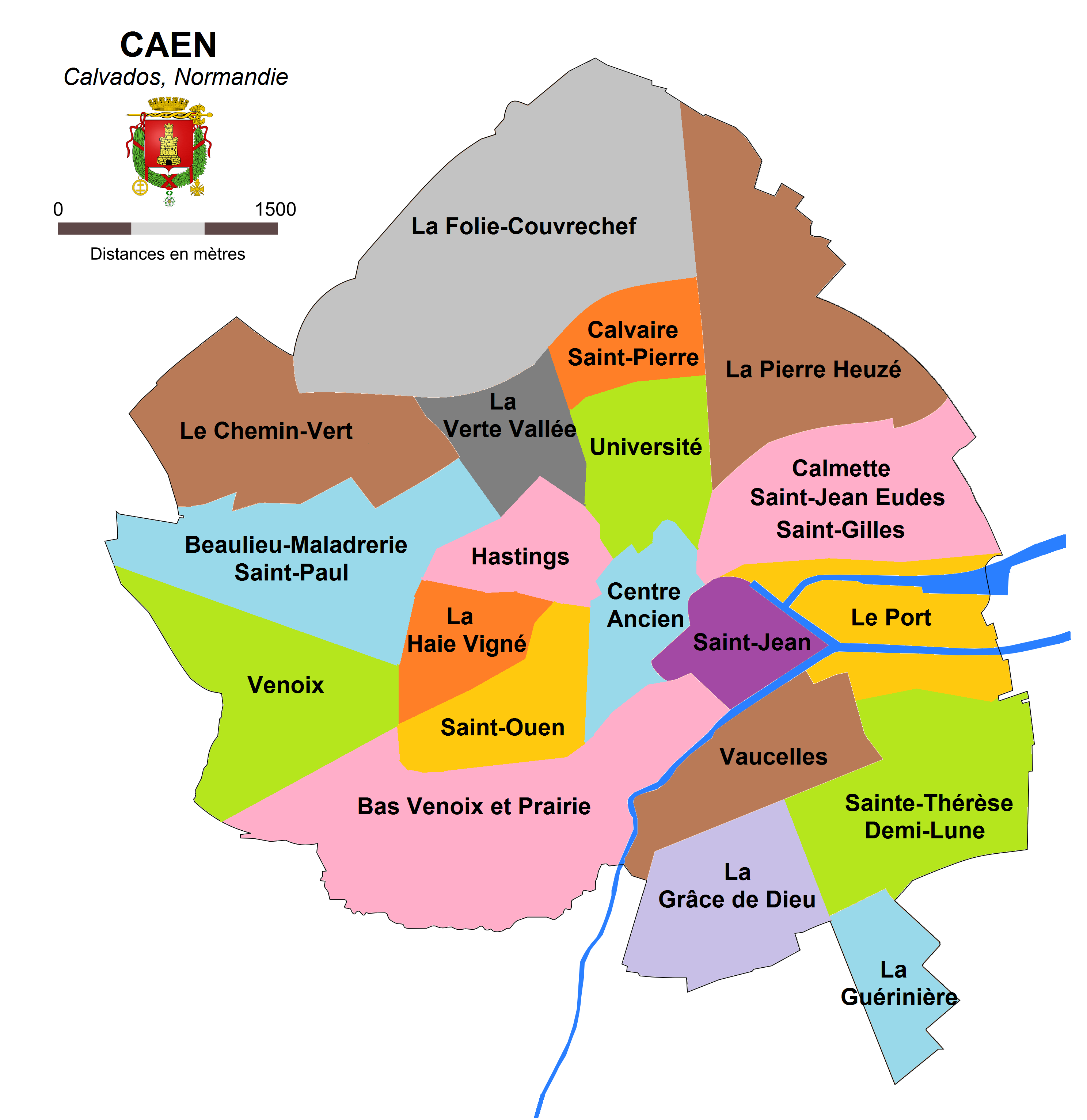
Caens stadsdelar.

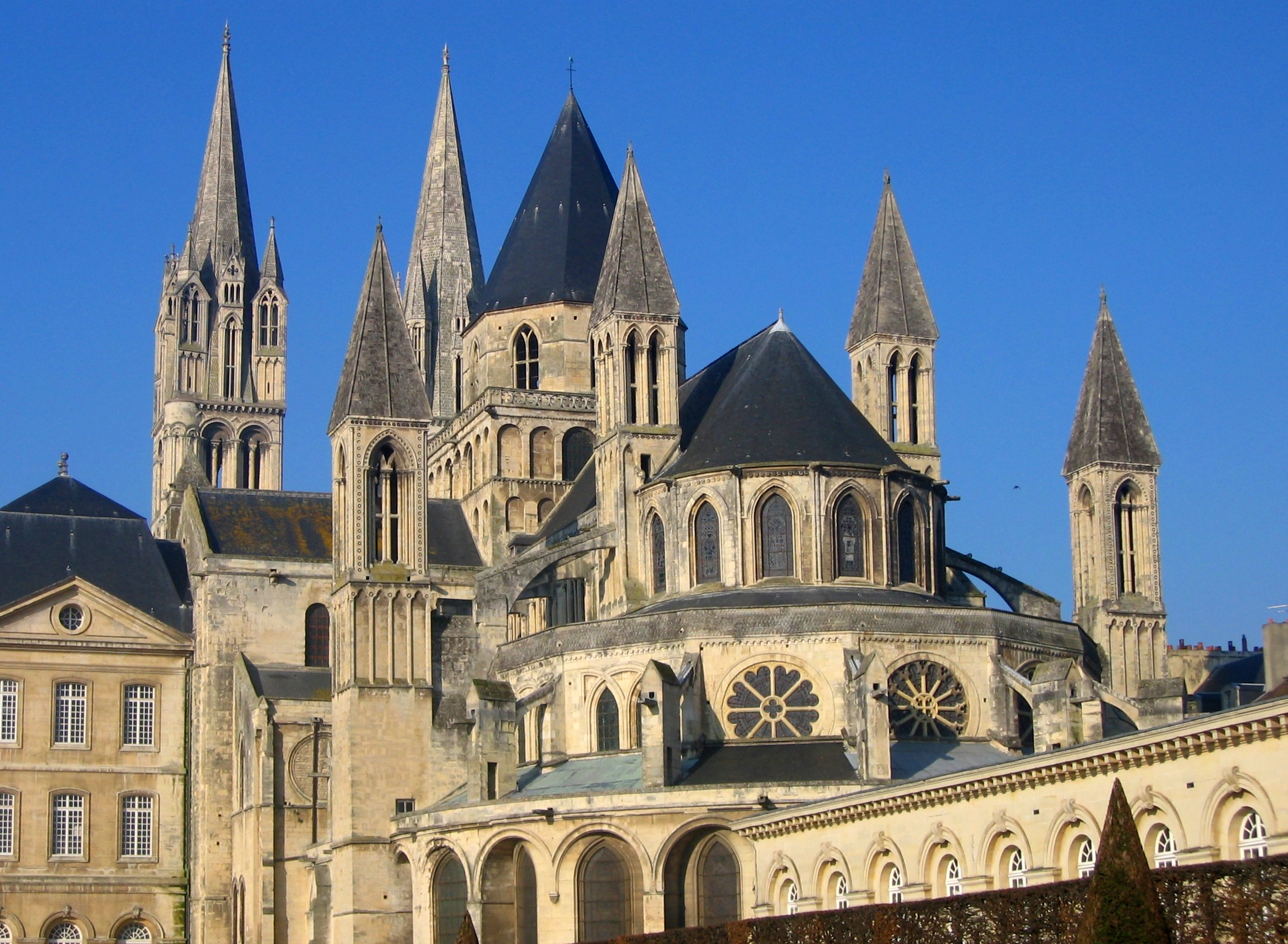
Del av Saint-Étienne-kyrkan

Caen är en stad och kommun i departementet Calvados i regionen Normandie i nordvästra Frankrike, cirka 15 km söder om Engelska kanalen. Staden sträcker sig längs floden Orne. Caen är huvudort i departementet Calvados och var administrativt centrum för den tidigare regionen Basse-Normandie. Kommunen är chef-lieu för 10 kantoner och arrondissementet Caen. År 2022 hade Caen 108 398 invånare.
Caen är framför allt känt för de romanska byggnader, kyrkorna Saint-Étienne och Sainte-Trinité, som uppfördes av Vilhelm Erövraren omkring 1050.
I slutet av andra världskriget vid landstigningen i Normandie stod ett stort slag i Caen mellan de allierade och tyska trupper. Återuppbyggnaden av staden tog 14 år (1948–1962).
Den svenske bordtennisspelaren Jörgen Persson spelade för en klubb i Caen, TTC Caen, åren 1999–2002.

## Befolkningsutveckling
Antalet invånare i kommunen Caen
Referens: INSEE

## Utbildning
- École de management de Normandie